# 埃斯基谢希尔
埃斯基谢希尔，古称多利留姆或多律莱翁，是土耳其西北部的一座城市，它是埃斯基谢希尔省的省会，2000年的人口普查时它有482,793名居民。截至2014年人口有685,135人。

## 地理位置
埃斯基谢希尔位于波苏克河畔，海拔790米，俯视富饶的佛里吉亚谷。在周围的山里有温泉。埃斯基谢希尔的地理位置为北纬39.7°，东经30.5°。安卡拉位于埃斯基谢希尔以东250千米，伊斯坦布尔位于埃斯基谢希尔西北350千米，屈塔希亚位于埃斯基谢希尔西南90千米。

## 歷史
埃斯基谢希尔在土耳其语中是“老城”的意思。事实上前1000年左右弗里吉亚人在这里建造了第一座城市，今天在埃斯基谢希尔的考古博物馆中任保存着许多佛里吉亚人的遗物和雕像。4世纪时城市向东北移动了约10千米。
古代地理学家称埃斯基谢希尔为安那托利亞最美丽的城市之一。
君士坦丁一世将基督教设立为罗马帝国国教后基督教传入安那托利亞，也传到埃斯基谢希尔。从4世纪开始有埃斯基谢希尔主教的纪录。当时它被称为多利留姆。多利留姆的主教之一犹西比是帮助树立基督教教条的重要人物之一。

## 現今
今天埃斯基谢希尔是土耳其最重要的工业城市之一。从1894年开始巴格达铁路经过这里，并在这里建造了一个维护厂。埃斯基谢希尔也是土耳其第一座飞机厂的开办处，它的空军基地是土耳其第一战术空军队和北约在冷战时期南线的总部。今天这里的工业包括火车机车、战斗机、农业器械、纺织、制砖、水泥、化工、海泡石加工和制糖。
埃斯基谢希尔城区的大部分地区是在土耳其独立战争（1919年至1922年）后重建的，其结构优良，但只保存了少数老建筑。不过埃斯基谢希尔附近还有多利留姆的遗址。
埃斯基谢希尔市内有一些含硫的高温温泉。市内还有一座博物馆，海泡石被用来制作高质量的海泡石烟斗。
埃斯基谢希尔有两座大学。
埃斯基谢希尔的市民中有大量塔塔尔族人，此外还有许多从保加利亚和罗马尼亚移居的土耳其人在这里定居，并为将这座城市建造为金属加工工业的中心做出了贡献。